# Kanał Aragoński

Bieg Kanału Aragońskiego

Kanał Aragoński (hiszp. Canal Imperial de Aragón) – żeglowny i irygacyjny kanał wodny o długości 110 km.
Kanał wybudowany został w latach 1776–1790 pomiędzy Fontellas w Navarze i Fuentes de Ebro w Saragossie. Jego budowa miała na celu usprawnienie i poszerzenie systemu nawadniania dawnego kanału irygacyjnego Acequia Imperial de Aragón poprzez dostarczenie wody z rzeki Ebro do Saragossy. W ten sposób utworzono także kanał transportowy dla podróżnych i towarów pomiędzy Tudelą i Saragossą.
Z budową kanału związane są takie postaci hiszpańskiego oświecenia jak: Pedro de Aranda, Ramón Pignatelli, José Moñino, hrabia Floridablanca i Juan Martín de Goicoechea y Galarza.